# Северо-Кавказская операция (1918—1919)
Вооружённый конфликт на Северном Кавказе и Кубани (1918—1919) — серия боёв между Добровольческой армией и советскими войсками в ходе Гражданской войны в России. Это боевые действия на Северном Кавказе в ходе гражданской войны в России в 1918—1919 годах.

## Образование Северо-Кавказского театра военных действий
Возникшее ещё при Керенском кубанское правительство после Октябрьской революции приступило к формированию местной Добровольческой армии. В то же время на Кубани стали организовываться советские очаги, частично из «иногороднего» населения, из частей старой Кавказской армии, отходившей с Кавказского фронта, и из моряков Черноморского флота. Эти отряды разоружили в своих районах казаков, враждебных советской власти. Часть казачества ушла в горы, образуя белогвардейские партизанские отряды.
Из-за выдвижения немецких и австро-венгерских войск на Украину и мятежа Краснова на Дону многочисленные большевистски настроенные остатки Кавказского фронта не могли свободно пробраться в центральную Россию и осели на Северном Кавказе. Они не были объединены единым военным управлением, не было также единства и в административно-политическом отношении (в это время на Северном Кавказе существовало четыре республики (впоследствии объединившихся в Северо-Кавказскую Советскую Республику РСФСР): Кубанская, Черноморская, Ставропольская и Терская), некоторые из советских командующих враждовали не только между собой, но и с центральными исполнительными комитетами тех республик, на территории которых находились.
Значительная часть советских войск оказалась скованной борьбой с казаками Таманского полуострова, которым на помощь пришли немецкие войска. Прочие советские силы, основной массой которых командовал Сорокин, находились в треугольнике Азов — Батайск — Тихорецкая, имея также сильные гарнизоны на станции Великокняжеской и в Екатеринодаре. Общая численность большевистских отрядов и дезертиров с Кавказского фронта на Северном Кавказе (со всеми гарнизонами) достигала до 80-100 тысяч человек.

## Наступление Добровольческой армии летом 1918 года
Генерал Деникин, отвергнув предложение Донского командования о совместном наступлении на Царицын и учитывая внутреннее состояние Северного Кавказа, поставил себе частную задачу: освобождение от советских войск Задонья и Кубани. Выполнение этой задачи давало Добровольческой армии свободную от немецкого влияния, обеспеченную и богатую базу для движения на север. На тот момент в Добровольческой армии было порядка 8-9 тысяч бойцов. Планировалось сначала захватить станцию Торговая для пресечения железнодорожной связи Северного Кавказа с центрально Россией, а затем — удар на станцию Тихорецкая. После её захвата Деникин планировал обеспечить себя с севера и юга захватом станций Кущевки и Кавказской, после чего двинуться на Екатеринодар.
25 июня Добровольческая армия овладела станцией Торговая и двинулась на Великокняжескую с целью содействия Донской армии по овладению Сальским округом, что должно было обеспечить её со стороны Царицына. 28 июня Великокняжеская была взята, и после двухнедельной остановки 10 июля Добровольческая армия круто повернула на юг на Тихорецкую. Сначала были разбиты отдельные отряды группы Калнина, а затем в районе Тихорецкой Добровольческая армия нанесла 13 июля сильное поражение её основным силам. С взятием Тихорецкой Добровольческая армия получила возможность развивать дальнейшие операции в трёх направлениях, а отдельные группы советских войск оказались окончательно разобщены.
Стратегическое положение красных войск на Северном Кавказе ухудшилось ещё и в связи с вспыхнувшим в конце июня восстанием терских казаков, быстро охватившим район Моздок — Прохладная; в начале августа восставшим даже удалось временно захватить Владикавказ.
Пополнившись за счёт мобилизации кубанских казаков до 20 тысяч человек, Деникин решил разбить армию Сорокина, для чего направил на станцию Кущевку отряд в 8-10 тысяч человек, на станцию Кавказская (для обеспечения со стороны Ставрополя) — отряд в 3-4 тысячи человек, а на Екатеринодарское направление — отряд Дроздовского в 3 тысячи человек. В свою очередь Сорокин сосредоточил силы под Кущевкой, а в Екатеринодар стягивал подкрепления с Таманского полуострова.
16 июля Добровольческая армия перешла в наступление по трём направлениям сразу. Сорокин оборонялся под Кущевкой до 23 июля, после чего отошёл на станцию Тимашевская. Поручив преследование армии Сорокина коннице, Деникин начал сосредотачивать силы на Екатеринодарском направлении. Армавирская группа Добровольческой армии под командованием генерала Боровского ещё 18 июля овладела станцией Кавказская, разъединив таким образом Екатеринодар, Армавир и Ставрополь. Пользуясь этим, 21 июля белый партизан Шкуро овладел Ставрополем, а 27 июля пал Армавир. Деникин перешёл в наступление на Екатеринодар, но тем временем армия Сорокина сама перешла в наступление на тылы Добровольческой армии, направляясь от Тимашевской в район Кореневская — Выселки. Деникин был вынужден обратиться против Сорокина, и лишь выйдя 6 августа из этого опасного положения возобновить наступление на Екатеринодар, который был взят 16 августа. Армия Сорокина отошла за реки Кубань и Лабу, утратив связь с красной Таманской армией. Тем временем красные войска в Ставропольском районе отбили Армавир.
Насчитывавшая 25 тысяч человек Таманская армия под руководством Ковтюха и Матвеева двинулась на Новороссийск, покинутый при её приближении германо-турецким десантом. Оттуда она направилась по побережью на Туапсе, куда прибыла 1 сентября. Выбив из Туапсе грузинский отряд, Таманская армия направилась вдоль железной дороги на Армавир. После упорных боёв с кубанской конницей 17 сентября Таманская армия соединилась под Армавиром с армией Сорокина.
Деникин, чьи силы возросли до 35-40 тысяч человек, стремился зажать армию Сорокина между Кавказским предгорьем и рекой Кубань. Прибытие Таманской армии улучшило стратегическое положение армии Сорокина. 26 сентября таманцы вновь отбили Армавир у белых и отбросили на Майкопском направлении успевшую переправиться через Лабу конницу белых. В то же время отряды из Ставропольской группы красных тревожили станцию Торговая, угрожая тыловым сообщениям Добровольческой армии, которая была вынуждена оттянуть в этот район значительные силы.

## Бои осенью 1918 года
Соединившись, красные армии сами стали готовиться к переходу в наступление. Командарм Таманской армии Матвеев предлагал нанести главный удар на станцию Кавказская, чтобы в дальнейшем либо действовать против Екатеринодара, либо установить связь с 10-й красной армией в районе Царицына. Главком Сорокин, к мнению которого присоединился реввоенсовет Северного Кавказа, считал необходимым овладеть Ставрополем и закрепиться там, держа связь с центром через Святой крест на Астрахань. Мнение Сорокина победило, за нежелание подчиниться распоряжению реввоенсовета Матвеев был расстрелян.
После перегруппировки Таманская армия 23 октября выдвинулась со станции Невинномысская и в ночь на 30 октября овладела Ставрополем. Тем временем главком Сорокин восстал против Реввоенсовета Северного Кавказа, вероломно расстреляв несколько его членов, после чего, будучи объявлен вне закона, бежал, был арестован в Ставрополе и застрелен до суда над ним одним из командиров полков Таманской армии.
Пользуясь отвлечением главной массы советских войск на Ставропольское направление кубанская Добровольческая армия вновь перешла в наступление и, 31 октября сбив красный заслон на Армавирском направлении, 4 ноября начала операцию по овладению Ставрополем. 14 ноября Таманская армия была вынуждена начать отступления, и 20 ноября закрепилась на фронте Петровская — Донская балка — Высоцкая; к ней пристроились части бывшей армии Сорокина, протянув свой левый фланг до станции Минеральные Воды.
В тылу фронта войска во главе с Орджоникидзе и Левандовским подавили восстание казаков Терской области. 10 ноября советские войска заняли Прохладную и Моздок, вскоре после этого был освобождён от осады Кизляр и занят Грозный.

## Реорганизация советских войск и зимнее наступление
После вторичного оставления Ставрополя силы Таманской армии и бывшей армии Сорокина были сведены в 11-ю армию, которая расположилась на фронте Заветное — Петровское — Ремонтное — Приютное — Сухая Буйвола — Дубовый — Курсавка — Воровсколесская — Кисловодск — Нальчик. Фронт от Грозного через Кизляр до станции Теречное занимала слабая 12-я армия. 8 декабря 1918 года обе эти армии вошли в состав отдельного Каспийско-Кавказского фронта. Так как основной базой фронта являлась Астрахань, отделённая 400 км пустыни, то нормального кругооборота грузов между фронтом и тыловой базой установить не удалось.
19 декабря 1918 года Главное командование РККА поставило перед фронтом задачу: развить наступление на Тихорецком и Владикавказском направлениях, окончательно закрепить за собой Кизлярский район, после чего, опираясь на поддержку флота, развивать наступление на Петровск — Темир-Хан-Шура и Дербент, вступая в соглашение с горскими племенами. Группировка сил фронта позволила сосредоточить всё внимание лишь на наступлении на Тихорецком и Владикавказском направлениях. Подготовка к операции заняла всю вторую половину декабря; белые войска при этом атаковали правый фланг советских войск из Ставропольского района, немного потеснив его в районе Маныча.
2 января 1919 года началось наступление на левом фланге советских войск. Был занят Баталпашинск, но потом наступление приостановилось, и 11-я армия отошла в исходное положение, попытавшись 14 января закрепиться на рубеже Святой Крест — Минеральные Воды — Кисловодск. Её правофланговая 4-я дивизия, получив сильный удар от противника в районе станции Благодарное, оторвалась от главных сил и отошла частью сил на Элисту, а частью — на Яшкуль. Две бригады 3-й стрелковой дивизии самовольно отошли в расходящихся направлениях (на Благодарное и Саблинское), что позволило белым превратить первоначальный успех своей контратаки в общее поражение 11-й армии. Поражение 11-й армии вызвало отступление 12-й армии на Астрахань. В марте Кавказско-Каспийский фронт РККА был расформирован, а 11-я и 12-я армии были сведены в одну, получившую 11-й номер.